# Marcin Dziurda
Marcin Dziurda (ur. 1972) – polski prawnik specjalizujący się w postępowaniu cywilnym, doktor habilitowany nauk prawnych, nauczyciel akademicki Uniwersytetu Warszawskiego, w latach 2006–2012 prezes Prokuratorii Generalnej Rzeczypospolitej Polskiej.

## Życiorys
Ukończył studia na Wydziale Prawa i Administracji oraz Wydziale Dziennikarstwa i Nauk Politycznych Uniwersytetu Warszawskiego. W 2004 na podstawie napisanej pod kierunkiem Tadeusza Erecińskiego rozprawy pt. Reprezentacja Skarbu Państwa w procesie cywilnym otrzymał na WPiA UW stopień naukowy doktora nauk prawnych w zakresie prawa, specjalność: postępowanie cywilne. Tam też na podstawie dorobku naukowego oraz rozprawy pt. Szczególna zdolność sądowa uzyskał w 2020 stopień doktora habilitowanego nauk prawnych w zakresie prawa, specjalność: postępowanie cywilne. Został adiunktem w Katedrze Postępowania Cywilnego macierzystego wydziału. Autor publikacji naukowych dotyczących prawa i postępowania cywilnego, w tym komentarzy do ustaw (m.in. nowelizacji kodeksu postępowania cywilnego z 2019).
Uzyskał uprawnienia radcy prawnego. Był zatrudniony w Biurze Studiów i Analiz Sądu Najwyższego, Pracował jako naczelnik wydziału w Departamencie Zastępstwa Procesowego Ministerstwa Skarbu Państwa oraz jako dyrektor Biura Prawnego Urzędu m.st. Warszawy. W 2005 został pełnomocnikiem prezesa Rady Ministrów ds. utworzenia Prokuratorii Generalnej Rzeczypospolitej Polskiej, następnie od 22 marca 2006 do 8 listopada 2012 pełnił funkcję jej pierwszego prezesa. Praktykował m.in. jako of counsel w kancelarii Linklaters, został również arbitrem Sądu Arbitrażowego przy Krajowej Izbie Gospodarczej.

## Odznaczenia i wyróżnienia
Odznaczony Krzyżem Kawalerskim Orderu Odrodzenia Polski (2017). Wyróżniony też m.in. Złotym Paragrafem 2015 w kategorii „najlepszy radca prawny”(2015) i nagrodą Bona Lex za najlepszy akt prawny w 2006.